# 冯雪峰

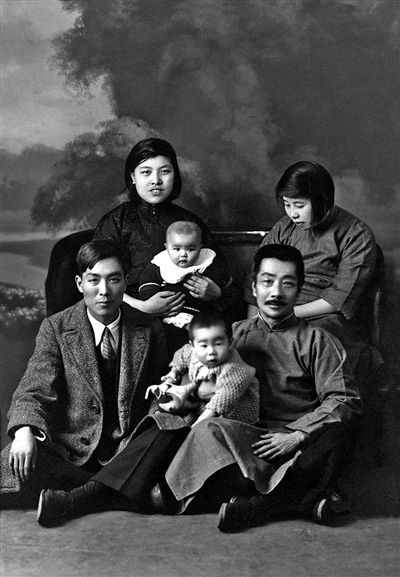
1931年4月20日，冯雪峰（前排左一）全家与鲁迅（前排右一）全家摄于上海。

冯雪峰（1903年6月2日—1976年1月31日），原名冯福春，笔名画室、洛扬、维山、成文英、何丹仁、吕克玉等，男，浙江义乌人，中国诗人、文艺评论家。

## 生平
冯雪峰出身农家，九岁入邻村私塾读书。1919年，冯雪峰考入浙江省立第七师范学校。1921年冯雪峰因参加学生运动被第七师范学校开除，后考入浙江第一师范学校。他开始写作新诗，加入了晨光社。翌年，与应修人、潘漠华、汪静之以“湖畔诗社”的名义合集出版诗集《湖畔》，内收冯雪峰的诗17首。1923年，冯雪峰因家庭困难辍学。同年与潘漠华、应修人合著的《春的歌集》出版，内收冯雪峰所作新诗11首。
1925年，冯雪峰到北京大学旁听课程。1927年6月，冯雪峰加入中国共产党，后遭到通缉，避难於未名社近三个月。1928年冯雪峰回到义乌，不久又受到国民党浙江省政府通缉，离开义乌到上海，逐渐与鲁迅熟识起来。1929年，冯雪峰迁居景云里茅盾家中。1930年，冯雪峰参与发起成立中国自由运动大同盟。1931年 冯雪峰任"左联"党团书记，为"左联"起草了《中国无产阶级革命文学的新任务》。1932年，冯雪峰与鲁迅等四十余人联名发表《上海文化界告世界书》。后担任中共中央宣传部文化工作委员会书记。
1933年任中共江苏省委宣传部部长。负责筹备在上海举行的以反对日本帝国主义为主题的远东反战会议。同年，冯雪峰奉调往中央苏区工作，但任中央党校教务主任。1934年参加中国共产党六届五中全会。当选为中华苏维埃政府中央执行委员会候补执行委员。任中央苏区党校副校长。参加长征，任红九团地方工作组副组长。1936年参加东征，任地方工作组组长。根据1936年3月20日至27日中共中央政治局晋西会议精神，国共开始秘密接触谈判，冯雪峰被中央（张闻天、周恩来）派遣同南京当局联络（当时称为“外交”），进行上层统一战线，4月15日或16日与张子华离开瓦窑堡，17日到东北军控制的肤施，21日在西安换乘火车，4月24日或25日到上海。化名李允生，身份为中共中央特派员，有权接管领导上海的一切党的工作。首先与茅盾、鲁迅取得联系。冯雪峰在鲁迅家里会见胡风商量并征得鲁迅同意后，提出了“民族革命战争时期的大众文学”的口号。1936年5月9日晨5时，胡风写完《人民大众向文月要求什么？》正式公开发表了这一口号。冯雪峰首先派遣王学文考核了中央文委及其所领导的左翼文艺界团体的工作，然后冯雪峰解散了中央文委，从周扬手里接管亲自领导文艺工作，参与了从1936年6月展开的“国防文学”和“民族革命战争时期的大众文学”两个口号的公开论争。1936年7月从王学文手里接管了特科工作，组织把埃德加·斯诺和史沫特莱送到了陕北。1936年7月6日中央安塞会议后，张闻天、周恩来给冯雪峰的信（由刘鼎随张学良参加国民党五届二中全会而带到上海），表示对鲁迅（“你老师”）以及茅盾（“沈兄”）“抗日救国的努力”“我们都很钦佩”“转至我们的敬意”，“对于你老师的任何怀疑，我们都是不相信的”，“请他不要为一些轻薄的议论而发气”。该信指示冯雪峰“同一切关门主义做坚决的斗争”，“这种关门主义倾向，就是在一些左倾的刊物中还是时常表现的”，“关门主义在当前是一种罪恶，常常演着同内奸同样的作用”，“但这些人同内奸是不同的， 解决的方法也完全不同。解释还是第一。”1936年7月26日、30日于保安县召开的中共中央政治局会议，讨论研究了“上海工作”，毛泽东说“上海工作是有进步的”；周恩来说“必须要多派如允生同样的人去”，冯雪峰的“工作范围太复杂，在外交方面、政治方面都要他负责，事实上是做不来的”；对今后上海的工作，张闻天说文化界的团体、救国会，组织上都比较狭隘，对南京各方面的活动也要扩大，毛泽东说今后工作应着重更广泛的统一战线，对一切可能同情抗日的人应大大的开门；博古指出，上海党的组织大部分靠得住，冯雪峰的工作应该首先是依靠原有的基础，在上海建立党的工作；毛泽东说对文化界的矛盾，也是应该注意的，要好好说服他们。1936年8月14日，毛泽东给冯雪峰的指示信，关于同国民党各派系开展上层统一战线，“宋孔欧美派、冯玉祥派、谭振派，特别是黄埔系中之陈诚、胡宗南，须多方设法直接间接找人接洽，一有端绪，即行告我。”江浙财团代表人物“虞洽卿、穆藕初有联络希望否？”
另外，根据相关党史回忆录显示，在这段驻留上海期间，冯雪峰在中共上级的指令下，经过重重努力，在上海街头寻找到了毛泽东失散的两个儿子毛岸英和毛岸青。不过现在也有人士根据多方相关资料分析，怀疑寻找到的那两个乞丐流浪儿身份存疑。
1937年“七七事变”前后，冯雪峰参加在庐山举行的周恩来、博古、林伯渠对蒋介石的第二次国共合作谈判，与博古吵翻，气得跑回上海；认为这样的谈判是投降，他们要投降，我不投降，再也不干了。1937年8月8日张闻天致电冯雪峰：“望于8月20日前到达延安讨论时局问题。”洛川会议后，1937年9月4日博古到达南京继续国共谈判、交涉。16日（电报没有月份，可能是9月或10月）张闻天致电博古：“洛川时决定调李允生来此。此事究竟结果如何。上海所有来人没有一个满意他的。望坚持原来决定办理。”22日（9月或10月），张闻天致电博古：“允生问题如何解决，以稳重为主。”1937年10月23日，张闻天致电冯雪峰（通过潘汉年转）：

中央即欲讨论如何发展全国文化运动问题，并总结年来的上海文化运动。同时上海来人对于你在上海文化运动上的领导均不满意。中央当然不能听一面之词。因此兄之来延安开会实际必要。如果兄对于现任工作不满意，亦可由中央重新分配适当工作。

1937年10月25日潘汉年、刘晓给毛泽东、张闻天的电报，首先报告“李允生已不告而行”，然后引述了冯雪峰行前给潘汉年留的一封信的大意：

行前给我留一信，大意：一、身体不好，要求到乡下去休息二、三月，要我转向你们申请。二、将来患难来时仍挺身而出。三、请党对他这类份子不当作干部看，所以他离开工作没有关系。四、对组织有些意见，不愿再说，以保存他自己的清白和整个大局。

冯雪峰回到义乌准备写作以长征为题材的长篇小说《卢代之死》。到1940年《卢代之死》基本完成，后失落。1941年，一青年给冯雪峰写信叙述国民党特务在金华的暴行，导致冯雪峰被逮捕。由于信上写的是冯雪峰的原名冯福春，所以关押者一直不知道所关的人是冯雪峰。冯雪峰在江西上饶和福建建阳徐市被关押六百余天后，在郭静唐和宦乡等人的艰苦努力下被保释出狱。1943年6月辗转到达重庆，从事统战和文化工作，著有《民主革命的文艺运动》。1946年到1949年，在上海居住，开始写寓言。
1949年之后，冯雪峰担任过中国作家协会副主席，人民文学出版社社长兼总编辑等职位，主要从事对鲁迅的宣传和研究工作，组织了对鲁迅著作的整理与出版。1954年因未积极参加对《红楼梦研究》的批判，被解除《文艺报》主编职务，次年因“胡风事件”遭到批判。1956年冯雪峰主持编注新版《鲁迅全集》。1957年冯雪峰被划为右派分子，1958年被开除党籍。1961年被摘去右派帽子。
摘去右派帽子的冯雪峰希望可以完成《卢代之死》的创作，却被告知他的身份不适合写长征这种题材，愤怒之下焚毁了草稿。文革开始后不久，冯雪峰就被打成“叛徒”，1969年-1971年下放五七干校劳动，回京后开始校订《鲁迅日记》。1976年因肺癌去世，1979年4月中共中央为他彻底平反并恢复名誉，追悼会于1979年11月17日在北京西苑饭店大礼堂举行。

## 主要作品
- 《湖畔》（1922）
- 《春的歌集》（1923）
- 《革命与知识阶级》（1928）